# Wintzenheim
Wintzenheim es una localidad y comuna francesa, situada en el departamento de Alto Rin, en la región de Alsacia.

## Demografía
| 2 019 | 2 194 | 2 521 | 2 833 | 3 534 | 3 377 | 3 896 | 4 014 | 3 792 | 4 106 | 4 086 | 3 848 | 3 633 | 3 691 | 3 773 | 3 654 | 3 623 | 3 609 | 3 704 | 3 576 | 3 520 | 3 468 | 3 837 | 3 949 | 4 108 | 4 514 | 5 272 | 6 001 | 6 311 | 6 441 | 6 554 | 7 180 | 7 524 | 7 610 |
| Para los censos de 1962 a 1999 la población legal corresponde a la población sin duplicidades (Fuente: INSEE [Consultar]) |       |       |       |       |       |       |       |       |       |       |       |       |       |       |       |       |       |       |       |       |       |       |       |       |       |       |       |       |       |       |       |       |       |

## Patrimonio y cultura
- Castillo de Hohlandsbourg
- Castillo de Pflixbourg